# Internazionali di Tennis Città di Perugia 2025
Gli Internazionali di Tennis Città di Perugia 2025 sono stati un torneo maschile di tennis professionistico. È stata la 10ª edizione del torneo, facente parte della categoria Challenger 125 nell'ambito dell'ATP Challenger Tour 2025, con un montepremi di 181 000 €. Si è giocato dal 9 al 15 giugno 2025 sui campi in terra rossa del Tennis Club Perugia di Perugia, in Italia.

## Partecipanti

### Teste di serie
| Nazionalità   | Giocatore         | Ranking* | Testa di serie |
| ------------- | ----------------- | -------- | -------------- |
| Bolivia       | Hugo Dellien      | 90       | 1              |
| Taipei cinese | Tseng Chun-hsin   | 94       | 2              |
| Italia        | Luca Nardi        | 95       | 3              |
| Serbia        | Dušan Lajović     | 125      | 4              |
| Rep. Ceca     | Dalibor Svrčina   | 127      | 5              |
| Svizzera      | Stan Wawrinka     | 138      | 6              |
| Italia        | Francesco Passaro | 139      | 7              |
| Giappone      | Tarō Daniel       | 148      | 8              |
| Italia        | Andrea Pellegrino | 173      | 9              |

* Ranking al 26 maggio 2025.

### Altri partecipanti
I seguenti giocatori hanno ricevuto una wild card per il tabellone principale:
- Lorenzo Carboni
- Stan Wawrinka
- Giulio Zeppieri

I seguenti giocatori sono entrati in tabellone come alternate:
- Saba Purtseladze
- Stefano Travaglia

I seguenti giocatori sono passati dalle qualificazioni:
- Nerman Fatić
- Oriol Roca Batalla
- Federico Bondioli
- Gerard Campana Lee
- Pierluigi Basile
- Gabriele Piraino

I seguente giocatori sono entrati in tabellone come lucky loser:
- Marco Cecchinato
- Àlex Martí Pujolràs
- Andrea Picchione

## Punti e montepremi
| Torneo    | Torneo              | V      | F      | SF    | QF    | 2T    | 1T    | Q | Q2  | Q1  |
| Singolare | Punti               | 125    | 64     | 35    | 16    | 8     | 0     | 5 | 3   | 0   |
| Singolare | Premi in denaro (€) | 19 650 | 11 570 | 6 850 | 3 990 | 2 345 | 1 420 | – | 710 | 355 |
| Doppio    | Punti               | 125    | 64     | 35    | 16    | –     | 0     | – | –   | –   |
| Doppio    | Premi in denaro (€) | 8 420  | 4 900  | 2 940 | 1 750 | –     | 990   | – | –   | –   |

## Campioni

### Singolare
Andrea Pellegrino ha sconfitto in finale  Nerman Fatić con il punteggio di 6–2, 6–4.

### Doppio
Romain Arneodo /  Manuel Guinard hanno sconfitto in finale  Robin Haase /  Vasil Kirkov con il punteggio di 3–6, 6–3, [10–5].